# Novotny Iván
Novotny Iván, (Pécs, 1936. szeptember 13. – 2016. április 20. ) földmérő mérnök, műszaki doktor, műszaki tanár.
Gyakorló keresztény, mélyen vallásos ember. A Pécsi Túrakerékpáros Klub alapító elnöke. 5 gyermek édesapja, számtalan unoka nagyapja. Felesége: Dr. Novotny Ivánné Geller Terézia. Gyermekei: Novotny László, Novotny György, Novotny Iván Ferenc, Novotny Bálint, Novotny Kinga.

## Származása, gyermekkora
Édesapja állatorvos volt (állatorvos dinasztia harmadik tagja). Ő nem folytatta az állatorvos hagyományt, mérnök lett. Édesapja 1951-ben elhunyt, ekkor Iván még csak 15 éves volt. Édesanyja gyógypedagógus tanárnő volt, a pécsi Gyógypedagógiai Intézetben tanított. Két húga van. Az idősebbik húga tanárnő, a fiatalabbik orvos.
Római katolikus vallású, gyakorló keresztény volt egész életén keresztül. A Pécsi Székesegyház Corpus Christi kápolnájában keresztelték. Pécsett a Rákóczi út 10-ben laktak (azóta elbontották), innen a pécsi Ferences templomba jártak szentmisére.

## Tanulmányok
Kisiskolába Pécsett a Fiume utcai (ma Petőfi utcai) iskolába járt. A Második világháború ideje alatt a bombázásoktól való félelem miatt kiköltöztek Postavölgybe a hétvégi házukba. Ettől kezdve Nagyárpádra járt iskolába. Ekkor már Nagyárpádra jártak templomba is, és ott volt elsőáldozó 3. osztályos korában.
A 4. osztály elvégzését követően Pécsett a cisztercieknél, a Nagy Lajos Gimnáziumban folytatta tanulmányait (akkor még működhettek ott a szerzetesek).

### Cserkészet
A cserkészetbe itt kapcsolódott be, melyet itt csak 1 évig gyakorolhatott. A 6. osztály befejezését követően volt az államosítás, akkor visszakerült a Petőfi utcai iskolába. Ebben az időben bekapcsolódott a Ferences templom szerzetesei által szervezett kirándulásokba. Kedvenc helyük a Kis-rét volt (számjátékozás, gulyáságyúban főzés). Ez folytatása volt a cisztereknél megkezdett cserkészéletnek. Az államosítás után járunk ekkor, emiatt hangulatában ezek a kirándulások már mások voltak.
Édesapja nagy turista, a Mecsek Egyesületnek is tagja volt. Gyermekeit is vitte minden vasárnap a természetbe, 2 éves korában sátrazott először a Hidasi-völgyben. Szülei belé oltották a természet szeretetet.
1950. után következett egy olyan korszak, mikor egyre nehezebben lehetett hittant tanulni. Középiskolai tanulmányait a pécsi Gépipari Technikumban folytatta. Középiskola ideje alatt kapcsolódott be a katakomba cserkészetbe. A Mecsekben táborokat szerveztek (ezt hivatalosan már nem lehetett tenni). Az idő múlásával cserkészvezető lett. 1952-53 táján járunk ekkor, mikor a legkeményebb Rákosi-Sztálin korszak volt. Nagyon kirostálódtak a cserkészek, mert sok szülő ekkor már nem merte engedni gyermekei cserkészkedését. Azért, hogy fedjék tevékenységüket, indián törzseket alkottak, tagjainak pedig indián nevük volt. Heti rendszerességgel jártak össze cserkész őrsi foglalkozásokra. Télen valakinek a lakásán, nyáron többnyire a Mandulásba egy felhagyott kőbányába. Ide nem vezetett turistaút, tehát rejtve voltak, a cserkész nóták nem hallatszottak ki onnan. Az idő múltával idősebb cserkészek lévén hittanórát tartottak a fiataloknak. A hittanórás társaság kisebb volt mint a törzs, és nem okvetlenül azok voltak. Ezek a hittanórák is bujkálva történtek, mindig másutt, hogy ne legyen feltűnő. Iván ezeket a hittanórákat 1954 nyaráig tartotta, ekkor érettségizett. Nem vették fel egyetemre, elkerült Pécsről, Mosonmagyaróváron kapott munkát a Timföldgyárban. A pécsi csekészmozgalomból kicsöppent, de ottani cserkészmozgalomról nem tudott. Mivel, ha ott is működhettek, ők is rejtve lehettek, és idegent biztonsági okok miatt nem fogadhattak be ekkor.

### Egyetemi tanulmányok
Mosonmagyaróváron 2 évet dolgozott, majd felvették az egyetemre. 2 évig Miskolcon, majd 1 évig Sopronban volt egyetemista. Később, mikor Budapestre került egyetemre 4. éves egyetemistaként, (a földmérő mérnök képzés helyét változtatták abban az időben), akkor ott egy olyan ember révén, aki őt Pécsről ismerte, és tudta róla, hogy ki ő és honnan jött, tudott bekapcsolódni a hitoktatásba. Rendszeresen 3-4 gyermeket tanított. 1959-60-at írunk ekkor. Volt pap, aki már próbálkozott templomi hitoktatással, de a besúgó rendszer ekkor még nagyon működött, a szülők féltek. Ezért volt tere a hitoktatásra az ilyen kívülállóknak, mint amilyen Iván is volt ekkor. Soha nem tanult pedagógiát, vagy hitoktatást, a magában szorgosan összegyűjtött tudását adta át a fiataloknak. Régi hittankönyvekhez hozzá lehetett jutni ismerősökön keresztül, amikre támaszkodhattak a tanítás során. Ezen kívül szamizdat kiadványokat használtak, melyeket lelkes emberek gépeltek 60-80 oldalon keresztül, átütőpapírra, indigóval, egyszerre akár 6 példányban. Ezeket megbízható könyvkötő kötötte be, nem feltűnő kialakításban. Mikor Miskolcra járt egyetemre, egyszer Miskolcra vizsgára, illetve onnan vissza kerékpárral ment, hazafelé útközben elaludt a bringán.

## Aktív évei
Főiskolai docensként vonult nyugdíjba a Pollack Mihály Műszaki Főiskoláról, ahol a geodézia tárgyat tanította.
Tudományos munkássága is kiemelkedő. Pár évig tanársegédként dolgozott a Budapesti Műszaki Egyetemen. Fő szakterülete a fotogrammetria volt, később ebből doktorált. Építészeti fotogrammetria témában több publikációja jelent meg, valamint nemzetközi konferenciákon is tartott előadásokat. A műszaki szakközépiskolák számára írt „Földméréstan és kitűzési ismeretek” című tankönyve sok éven keresztül volt a kötelező tananyag része. Gyakorló geodétaként fiatal feleségével járta az országot, akit közben segédfelmérőnek képeztek, újfelmérési, térképfelújítási munkákat végzett.
A család gyors bővülése új otthon teremtését kívánta. Kezdetben Baján, majd Pécsett kaptak lakást a Vízügyi Igazgatóságoktól, ahol főként az árvízvédelmi munkák mérnöki támogatásában vette ki a részét.
Ezt követően került a Pollack Mihály Műszaki Főiskolára, ahol nyugdíjazásáig tanított, dolgozott.

## Nyugdíjas évek
Nyugdíjba vonulását követően feleségével Pécsváradra költözött. Ebben a költözésben benne volt az is, hogy végre nyugodtabban tölthesse idejét, kizökkentve az egyre több feladattal járó pécsi létezésből. De habitusából adódóan Pécsváradon is megtalálta a feladat. Tagja lett a Pécsváradi Várbaráti Körnek, mely keretében a pécsváradi vár nyugdíjas vár-őreként is dolgozott. Szolgálatot végzett a házával szomszédos Pécsváradi plébánián is. Mérnöki tudását és túrakerékpáros tapasztalatait hasznosítva kerékpár – turisztikai útvonalak tervezésével foglalkozott, melyek közül kiemelkedik a "Három Folyó" (Mura-Dráva-Duna) nemzetközi kerékpárút.
Szerzőként, társszerzőként több kiadvány fűződik a nevéhez (Pl.: Dél-dunántúli kerékpártúrák, Pécs-Baranya Exkluzív Útikalauza).

## Kerékpározás, Pécsi Túrakerékpáros Klub megalapítása
A Pécsi Túrakerékpáros Klub alapító elnöke; túraszervező; túravezető; csapatszervező. Karizmatikus személyként vonzotta az embereket. Kerékpáros lobbi közéleti szereplője. Természet és sport szerető. Művelt, nagytudású ember, nem csak a szakterületén, hanem a történelemben, hagyományokban, építészeti stílusokban, szakrális téren is.

### Kerékpáros pályafutása
Kerékpáros pályafutásának indulása egy balesethez köthető: eltörte a lábát, és az orvosa azt javasolta, hogy felépüléséhez sokat kerékpározzon. Ekkor kereste meg fiainak egykori edzőjét, Hirth Istvánt, a pécsi kerékpárversenyzőt, és együtt hoztak egy ötletet egy olyan kerékpárosklub megalapítására, ami nem a versenyzőknek szól, hanem a kerékpározást szerető fiataloknak, idősebbeknek.
Rendkívül aktívan belevetette magát az effajta kerékpáros életbe, és egyéb közéleti tevékenységbe. Egyszer önkormányzati képviselő választáson is indult. A Pécs-kertvárosi plébánia egyházközségi képviselő testületének elnökeként is működött egy időszakban.

### Pécsi Túrakerékpáros Klub
A Pécsi Túrakerékpáros Klubban pécsváradi lakosként elnökként továbbra is aktívan működött. Évekig rendezte pünkösd hétfőnként a Pécsváradi Kerékpáros Találkozót. Kerékpáros és gyalogos túrákat vezetett, emellett a Baranya Megyei Természetbarát Szövetségen belül is aktív szerepet vállalt, mint a kerékpáros szakág vezetője. Túrái során mindig volt a fizikai teljesítményen túl szellemi, lelki töltődés, kultúra. A helyi látnivalókból rendszeresen felkészült, előre felvette a kapcsolatot a helyi kapcsolattartókkal.
Túráihoz sokan csatlakoztak, vonzotta az embereket. Számtalan magyarországi, illetve környező országokbeli túrát is vezetett (ezeket részletesen lásd a https://ptkk.blogspot.com/ oldalon). Franciaországig, illetve Spanyolországig is eljutott. Többedmagával 1994. július 11 – 1994. július 28. között kerékpárral végigjárta a spanyolországi Camino de Santiago zarándokutat. Tudni kell, hogy abban az időben ez még nem volt olyan felkapott mint manapság. Felkészülni egy Németországban megjelent német nyelvű könyvből tudott.
Útjai során szívesen teremtett kapcsolatot a helyiekkel, ezáltal jobban megismerhetővé váltak az ott élők. Kapcsolatot ápolt németországi, osztrák, valamint horvátországi kerékpáros szervezetekkel. Mindhárom országban többedmagával meglátogatta a helyi kerékpáros szervezeteket, tapasztalatgyűjtés és kapcsolatépítés érdekében.

### Három Folyó túraútvonal
Megálmodója és egyik létrehozója a "Három Folyó" (Mura-Dráva-Duna) kerékpáros túraútvonalnak.

### Skóciai Szent Margit emléktúra
Skóciai Szent Margit hagyományának tisztelője és terjesztője, az évente megrendezésre kerülő Skóciai Szent Margit emléktúra szervezője és vezetője egészen 2016-ban bekövetkezett haláláig.

## Művei
Földméréstan és kitűzési ismeretek tankönyv
Dél-dunántúli kerékpártúrák
Pécs-Baranya Exkluzív Útikalauza